# Дейл Таллон
Дейл Таллон (англ. Dale Tallon, нар. 19 жовтня 1950, Руен-Норанда) — колишній канадський хокеїст, що грав на позиції захисника. Грав за збірну команду Канади.
Провів понад 600 матчів у Національній хокейній лізі. 

## Ігрова кар'єра
Хокейну кар'єру розпочав 1967 року.
1970 року був обраний на драфті НХЛ під 2-м загальним номером командою «Ванкувер Канакс». 
Протягом професійної клубної ігрової кар'єри, що тривала 11 років, захищав кольори команд «Ванкувер Канакс», «Чикаго Блек Гокс» та «Піттсбург Пінгвінс».
Загалом провів 675 матчів у НХЛ, включаючи 33 гри плей-оф Кубка Стенлі.
Виступав за збірну Канади.

## Інше
Працював на радіо та телебаченні аналітиком матчів «Чикаго Блекгокс». З 1998 по 2002 спортивний директор «Блекгокс», також був асистентом головного тренера Боба Пулфорда.
З 17 травня 2010 генеральний менеджер «Флорида Пантерс». 1 січня 2016 «пантери» продовжили з ним контракт на три роки.

## Нагороди та досягнення
- Учасник матчу усіх зірок НХЛ — 1971, 1972.

## Статистика
| Сезон        | Клуб                 | Ліга         | Регулярний сезон | Регулярний сезон | Регулярний сезон | Регулярний сезон | Регулярний сезон | Плей-оф | Плей-оф | Плей-оф | Плей-оф | Плей-оф |
| Сезон        | Клуб                 | Ліга         | І                | Г                | П                | О                | ШХ               | І       | Г       | П       | О       | ШХ      |
| ------------ | -------------------- | ------------ | ---------------- | ---------------- | ---------------- | ---------------- | ---------------- | ------- | ------- | ------- | ------- | ------- |
| 1967–68      | «Ошава Дженералс»    | ОХА          | 50               | 12               | 31               | 43               | 88               | —       | —       | —       | —       | —       |
| 1968–69      | «Торонто Мальборос»  | ОХА          | 48               | 17               | 32               | 49               | 80               | 6       | 6       | 2       | 8       | 8       |
| 1969–70      | «Торонто Мальборос»  | ОХА          | 54               | 39               | 40               | 79               | 128              | 18      | 12      | 17      | 29      | 13      |
| 1970–71      | «Ванкувер Канакс»    | НХЛ          | 78               | 14               | 42               | 56               | 58               | —       | —       | —       | —       | —       |
| 1971–72      | «Ванкувер Канакс»    | НХЛ          | 69               | 17               | 27               | 44               | 78               | —       | —       | —       | —       | —       |
| 1972–73      | «Ванкувер Канакс»    | НХЛ          | 75               | 13               | 24               | 37               | 83               | —       | —       | —       | —       | —       |
| 1973–74      | «Чикаго Блек Гокс»   | НХЛ          | 65               | 15               | 19               | 34               | 36               | 11      | 1       | 3       | 4       | 29      |
| 1974–75      | «Даллас Блек Гокс»   | ЦПХЛ         | 7                | 1                | 4                | 5                | 14               | —       | —       | —       | —       | —       |
| 1974–75      | «Чикаго Блек Гокс»   | НХЛ          | 35               | 5                | 10               | 15               | 28               | 8       | 1       | 3       | 4       | 4       |
| 1975–76      | «Чикаго Блек Гокс»   | НХЛ          | 80               | 15               | 47               | 62               | 101              | 4       | 0       | 1       | 1       | 8       |
| 1976–77      | «Чикаго Блек Гокс»   | НХЛ          | 70               | 5                | 16               | 21               | 65               | 2       | 0       | 1       | 1       | 0       |
| 1977–78      | «Чикаго Блек Гокс»   | НХЛ          | 75               | 4                | 20               | 24               | 66               | 4       | 0       | 2       | 2       | 0       |
| 1978–79      | «Піттсбург Пінгвінс» | НХЛ          | 63               | 5                | 24               | 29               | 35               | —       | —       | —       | —       | —       |
| 1979–80      | «Сірак'юс Фаєрбердс» | АХЛ          | 6                | 0                | 1                | 1                | 4                | —       | —       | —       | —       | —       |
| 1979–80      | «Піттсбург Пінгвінс» | НХЛ          | 32               | 5                | 9                | 14               | 18               | 4       | 0       | 0       | 0       | 4       |
| Усього в НХЛ | Усього в НХЛ         | Усього в НХЛ | 642              | 98               | 238              | 336              | 568              | 33      | 2       | 10      | 12      | 45      |